# Minnie Saltzmann-Stevens
Minnie Saltzmann-Stevens (Bloomington, Illinois, Estats Units 17 de març de 1874 - Milà, Itàlia, 25 de gener de 1950) fou una contralt estatunidenca.
Estudià a París sota la direcció de Jean de Reszke des de 1905 a 1909. Dotada d'una magnífica veu de contralt, actuà durant diversos anys amb extraordinari èxit en els principals teatres d'Alemanya, entre ells el de Bayreuth. Especialitzada en el gènere Wagnerià, adquirí una sòlida reputació com artista dramàtica.
De retorn al seu país, formà part permanent del quadre de la Chicago Opera Company fins al 1914.